# Zaraza (paroisse civile)
Pour les articles homonymes, voir Zaraza.
Zaraza est l'une des deux paroisses civiles de la municipalité de Pedro Zaraza dans l'État de Guárico au Venezuela. Sa capitale est Zaraza, chef-lieu de la municipalité.

## Géographie

### Démographie
Hormis sa capitale Zaraza, chef-lieu de la municipalité et elle-même divisée en plusieurs quartiers, la paroisse civile comporte plusieurs localités, dont :
- Bajo Los Caros
- Bogarín
- Carrizalito
- Cartanal
- Cogollal
- Corozal
- El Benitero
- El Carrito
- El Cigarrón
- El Guamo
- El Macho
- El Mamoncito
- El Páramo
- Fundo La Rumaldera
- La Becerra
- La Ceiba
- La Leonera
- La Martina
- La Roqueña Norte
- La Roqueña Sur
- La Yegüera
- Las Filipinas
- Las Flores
- Las Lagunitas
- Las Sabanitas
- Las Trojitas
- Los Mamones
- Los Novíos
- Los Tejos
- Masaguaro
- Mastrantal
- Palma Sola
- Palmarito
- Peruchote
- Polin Clavado
- Pozote
- Pueblo Nuevo
- Tacalito
- Taparito
- Verdonal
- Vista Hermosa
- Zaraza
  - Calanche
  - Caraquito
  - Guanajay
  - Tablerito